# Zelotes occultus
Zelotes occultus este o specie de păianjeni din genul Zelotes, familia Gnaphosidae, descrisă de Tatiana Konstantinovna Tuneva și Sergei L. Esyunin în anul 2003. Conform Catalogue of Life specia Zelotes occultus nu are subspecii cunoscute.